# Nepenthes bokorensis
Nepenthes bokorensis là một loài nắp ấm đặc hữu của Campuchia. Nó được biết đến từ Núi Bokor (also Phnom Bokor hay Bokor Hill) tại miền nam nược này, và một mẫu chưa xác định được cho thấy nó cũng có thể có mặt tại núi Dâmrei của tỉnh Kampot.

## Cây ăn thịt

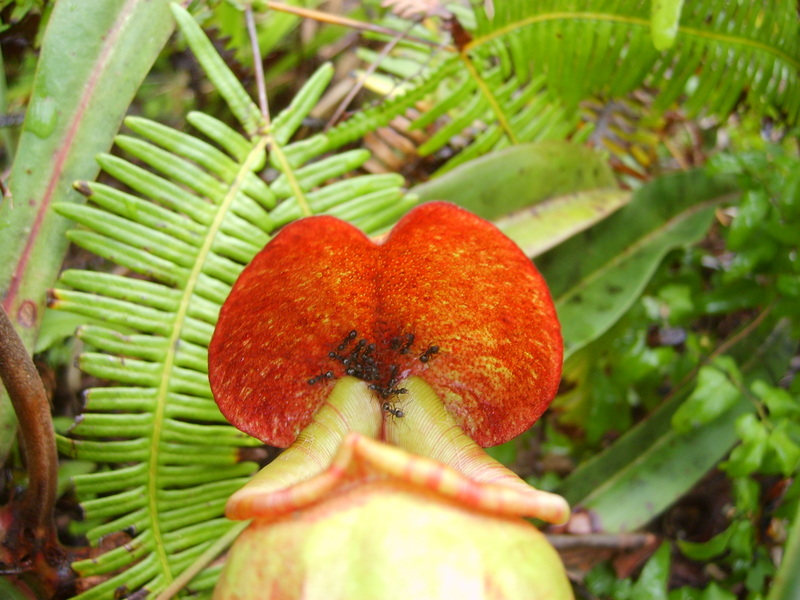
Kiến kiếm ăn ở mặt dưới của nắp

Tập hợp con mồi của N. bokorensis dường như chủ yếu bao gồm các loài kiến. Một nghiên cứu năm 2012 đã ghi nhận 10 loài kiến, đại diện cho 9 chi và 3 phân họ, từ 30 nắp ấm của N. bokorensis ở vườn quốc gia Bokor. Polyrhachis (Myrma) sp. được phát hiện là đơn vị phân loại phong phú nhất, chiếm 40% tổng số mẫu vật, tiếp theo là Dolichoderus thoracicus và Camponotus (Tanaemyrmex) sp. Các tác giả trọng đặc biệt đối với cây trồng về mặt hấp thụ chất dinh dưỡng. Cũng trong số những con mồi của gợi ý rằng các thành viên có thân hình tương đối lớn của các chi Camponotus và Polyrhachis có thể có tầm quan N. bokorensis là loài lang thang Cardiocondyla wroughtonii (thực sự là một phức hợp loài).
Thói quen bẫy kiến của N. bokorensis được phản ánh trong tên tiếng Khmer của loài thực vật, ampuong sramoch, có nghĩa là "hố kiến". Tên này không dành riêng cho N. bokorensis mà đề cập đến Nepenthes nói chung, và được sử dụng ở tỉnh Kampot và thị trấn Pursat.
Chất lỏng bình của loài này rất axit; nhãn trên tiêu bản thảo mộc Middleton & Monyrak 589[note d] ghi rằng nó có độ pH 2,7.